# Max Venegoni
Max Venegoni, all'anagrafe Maurizio Venegoni (Milano, 22 settembre 1958), è un disc jockey e conduttore radiofonico italiano, uno dei primi conduttori delle emittenti radiofoniche private.

## Biografia
Debuttò come conduttore radiofonico nel 1975, in una delle prime emittenti private italiane, Radio Milano Libera, per poi passare, nel 1977 alla più famosa Radio Studio 105, inizialmente leggendo i notiziari poi come speaker di diversi programmi da solo o in coppia con altri conduttori.
Nel 1980 stabilì il record italiano di durata ininterrotta alla conduzione di un programma, dal 7 marzo per un periodo di 48 ore.
Dal 1987 al 1991 condusse 105 Night Express, il primo programma serale della radio, in coppia con Marco Galli, appena arrivato a 105 da Radio Deejay.
L'esperienza ebbe un successo notevole durò 4 stagioni e successivamente venne spostata in fascia mattutina (VeneGalli Mattin Show) che non ebbe però il successo sperato.
Nel 1998 passò a Radio Monte Carlo (sempre di proprietà del gruppo Finelco insieme a Radio 105) conducendo nella fascia 10-13 il programma "Il curiosone" insieme a Monica Sala.
Dal 2017 al 2023 ha condotto il programma "Due come noi" insieme a Rosaria Renna, dal lunedì al venerdì dalle 10 alle 13. Dopo 25 anni, si è congedato dagli ascoltatori di Radio Monte Carlo il 25 Agosto 2023.
Dal 2024 collabora con RNC Radio Nuoro Centrale sulla quale è tornato in onda nell'usuale fascia oraria di tarda mattinata.

## Filmografia
- Italian Boys, regia di Umberto Smaila (1982)